# Pha Trái Đất
Pha Trái Đất, hay pha Terra, là hình dạng của phần đĩa Trái Đất được ánh sáng Mặt Trời chiếu sáng khi nhìn từ Mặt Trăng (hoặc từ bất kỳ nơi nào khác ngoài Trái Đất). Quan sát từ Mặt Trăng, các pha Trái Đất chuyển dần và thay đổi theo chu kỳ trong khoảng thời gian của tháng âm lịch (khoảng 29,53 ngày), khi các vị trí quỹ đạo của Mặt Trăng quanh Trái Đất và Trái Đất quanh Mặt Trời thay đổi.

## Tổng quan

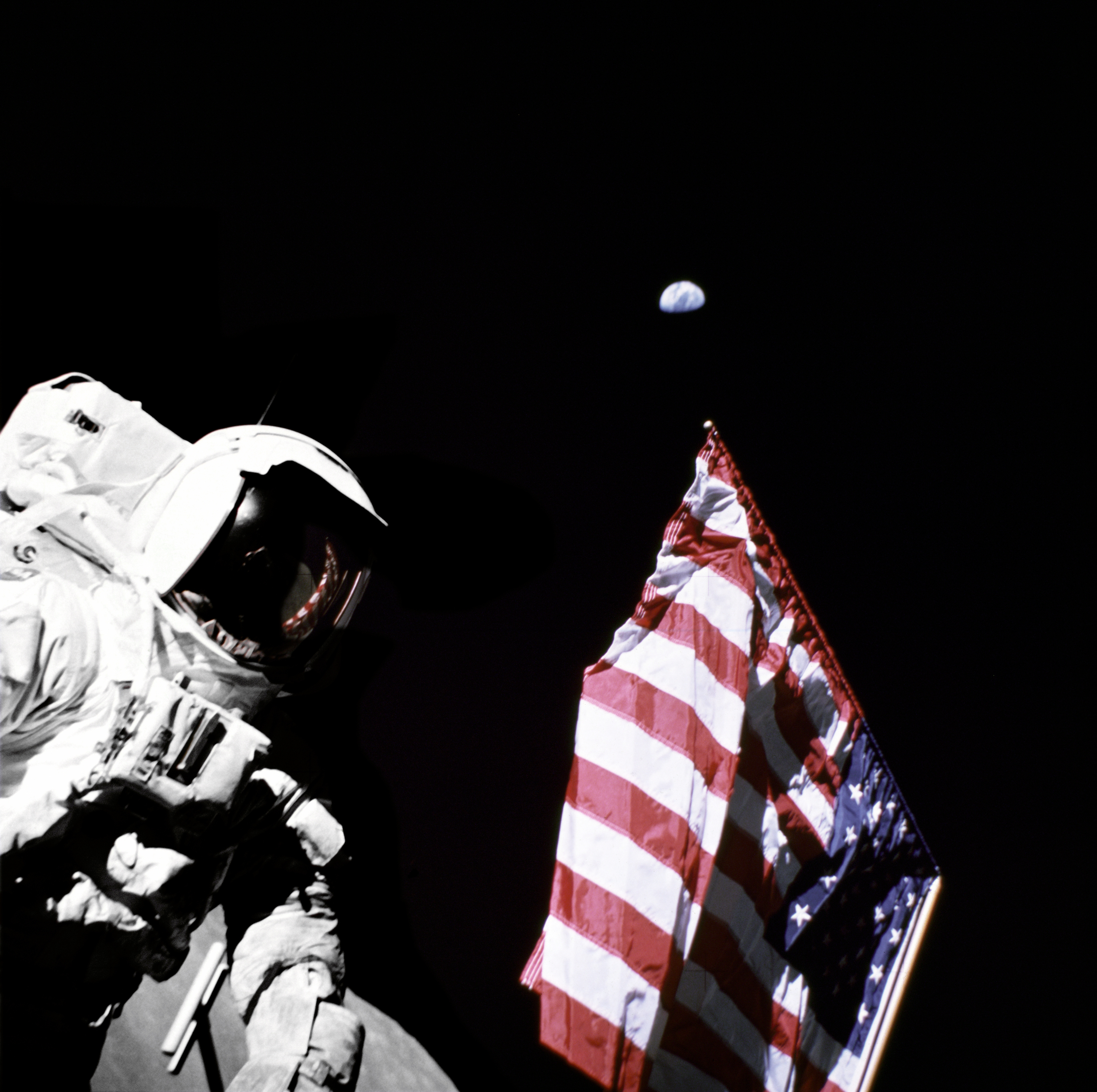
Phi hành gia NASA Harrison Schmidt triển khai cờ Mỹ trong nhiệm vụ Apollo 17, khi Trái Đất ở pha quá nửa. (bức ảnh chụp bởi Eugene Cernan)

Một trong những đặc điểm nổi bật nhất của bầu trời Mặt Trăng chính là Trái Đất. Đường kính góc của Trái Đất (1,9°) gấp bốn lần của Mặt Trăng khi nhìn từ Trái Đất, mặc dù rằng do quỹ đạo của Mặt Trăng là lệch tâm, kích thước biểu kiến của Trái Đất trên bầu trời có thể thay đổi tăng giảm khoảng 5% (dao động trong khoảng từ 1,8° đến 2,0°). Trái Đất cho thấy các pha, tương tự pha của Mặt Trăng đối với các quan sát viên trên mặt đất. Tuy nhiên, các pha này sẽ xuất hiện theo trình tự ngược lại; khi người quan sát trên mặt đất nhìn thấy Mặt Trăng tròn, người quan sát trên Mặt Trăng nhìn thấy một "Trái Đất non" và ngược lại. Suất phản chiếu của Trái Đất cao gấp ba lần Mặt Trăng (một phần là do lớp mây trắng của nó) và cùng với diện tích rộng lớn hơn, pha Trái Đất tròn chiếu sáng hơn 50 lần so với Mặt Trăng tròn ở thiên đỉnh đối với người quan sát trên mặt đất. Ánh sáng được Trái Đất phản chiếu trên nửa phần Mặt Trăng không được Mặt Trời chiếu sáng là đủ sáng để có thể nhìn thấy từ Trái Đất, ngay cả với mắt thường - một hiện tượng được gọi là ánh sáng Trái Đất.
Do sự quay đồng bộ của Mặt Trăng, một mặt của Mặt Trăng ("phía gần") vĩnh viễn quay về phía Trái Đất, và mặt bên kia, "phía xa", hầu như không thể nhìn thấy từ Trái Đất. Điều này có nghĩa là, ngược lại, Trái Đất chỉ có thể được nhìn thấy từ phía gần của Mặt Trăng và sẽ luôn không thấy được đối với phía xa.
Nếu sự tự quay của Mặt Trăng là hoàn toàn đồng bộ, Trái Đất sẽ không có bất kỳ chuyển động đáng chú ý nào trên bầu trời của Mặt Trăng. Tuy nhiên, do sự đung đưa của Mặt Trăng, Trái Đất được trông thấy thực hiện một chuyển động lắc lư chậm và phức tạp. Mỗi tháng một lần, khi nhìn từ Mặt Trăng, Trái Đất vạch ra một hình bầu dục gần đúng đường kính 18°. Hình dạng và hướng chính xác của hình bầu dục này phụ thuộc vào vị trí của người quan sát trên Mặt Trăng. Kết quả là, ở gần ranh giới giữa các mặt phía gần và xa của Mặt Trăng, Trái Đất đôi khi ở dưới đường chân trời và đôi khi ở trên.
Cần chú ý, mặc dù tồn tại những bức ảnh thực sự về Trái Đất nhìn từ Mặt Trăng, nhiều trong số đó do NASA chụp; một số bức ảnh được coi là hình ảnh Trái Đất nhìn từ Mặt Trăng được chia sẻ trên các phương tiện truyền thông xã hội, có thể không có thật.

## Thiên thực từ Mặt Trăng
Trái Đất và Mặt Trời đôi khi gặp nhau trên bầu trời Mặt Trăng, gây ra thiên thực. Trên Trái Đất, người ta sẽ thấy nguyệt thực, khi Mặt Trăng đi qua bóng của Trái Đất; Trong khi đó trên Mặt Trăng, người ta sẽ thấy nhật thực, khi Mặt Trời ở đằng sau Trái Đất. Vì đường kính biểu kiến của Trái Đất lớn gấp bốn lần Mặt Trời, Mặt Trời sẽ bị ẩn sau Trái Đất trong nhiều giờ. Bầu khí quyển của Trái Đất sẽ được nhìn thấy như một vòng màu đỏ. Trong nhiệm vụ Apollo 15, một nỗ lực đã được thực hiện để sử dụng máy quay TV của xe tự hành Mặt Trăng (Lunar Roving Vehicle) để xem cảnh thiên thực như vậy, nhưng máy ảnh hoặc nguồn năng lượng của nó đã không thể hoạt động sau khi các phi hành gia rời khỏi Trái Đất.
Mặt khác, nhật thực trên Trái Đất sẽ không ngoạn mục đối với người quan sát trên Mặt Trăng vì bóng của Mặt Trăng gần như rất yếu trên bề mặt Trái Đất. Một mảng tối mờ sẽ khó có thể được thấy. Hiệu ứng sẽ tương đương với bóng của một quả bóng golf được chiếu bởi ánh sáng mặt trời trên một vật thể xa 5 m (16 ft). Quan sát từ trên Mặt Trăng với kính thiên văn có thể có thể phân biệt cái bóng như một đốm đen ở trung tâm của một khu vực ít sẫm (vùng nửa tối) đi trên đĩa tròn của Trái Đất. Nó trông về cơ bản giống như với bức ảnh của Đài quan sát Khí hậu Không gian sâu (Deep Space Climate Observatory), quay quanh Trái Đất tại điểm Lagrange  L1 của hệ Mặt Trời-Trái Đất, ở khoảng cách 1,5 triệu km (0,93 triệu mi) từ Trái Đất.

Tóm lại, bất cứ khi nào thiên thực xảy ra trên Trái Đất, một thiên thực thuộc loại khác xảy ra trên Mặt Trăng. Thiên thực xảy ra đối với các quan sát viên trên cả Trái Đất và Mặt Trăng bất cứ khi nào hai thiên thể này và Mặt Trời ở vị trí sóc vọng hay cùng nằm trên một đường thẳng. 

## Các pha của Trái Đất

Các pha Trái Đất
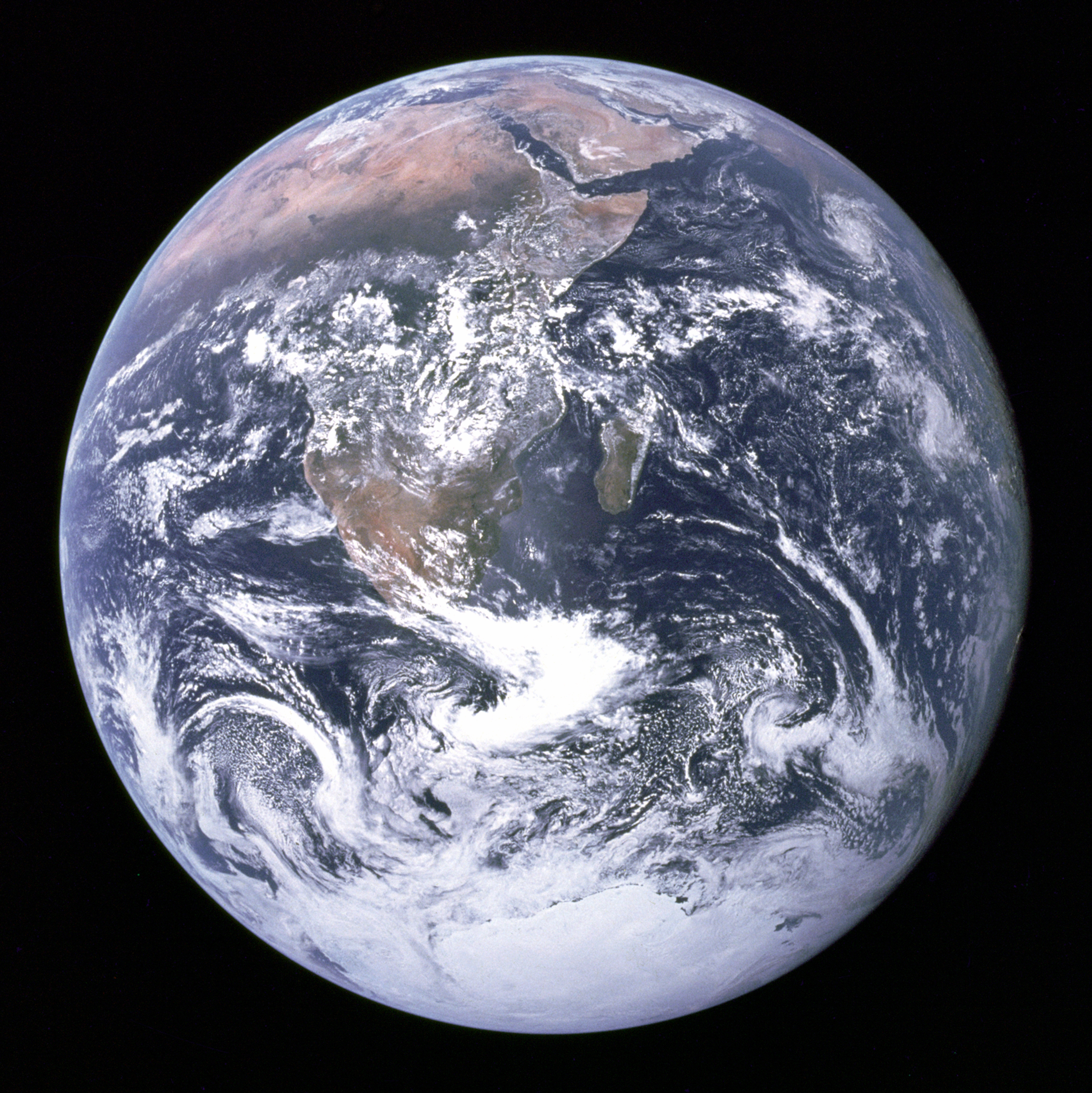
Pha đầy đủ ("tròn")
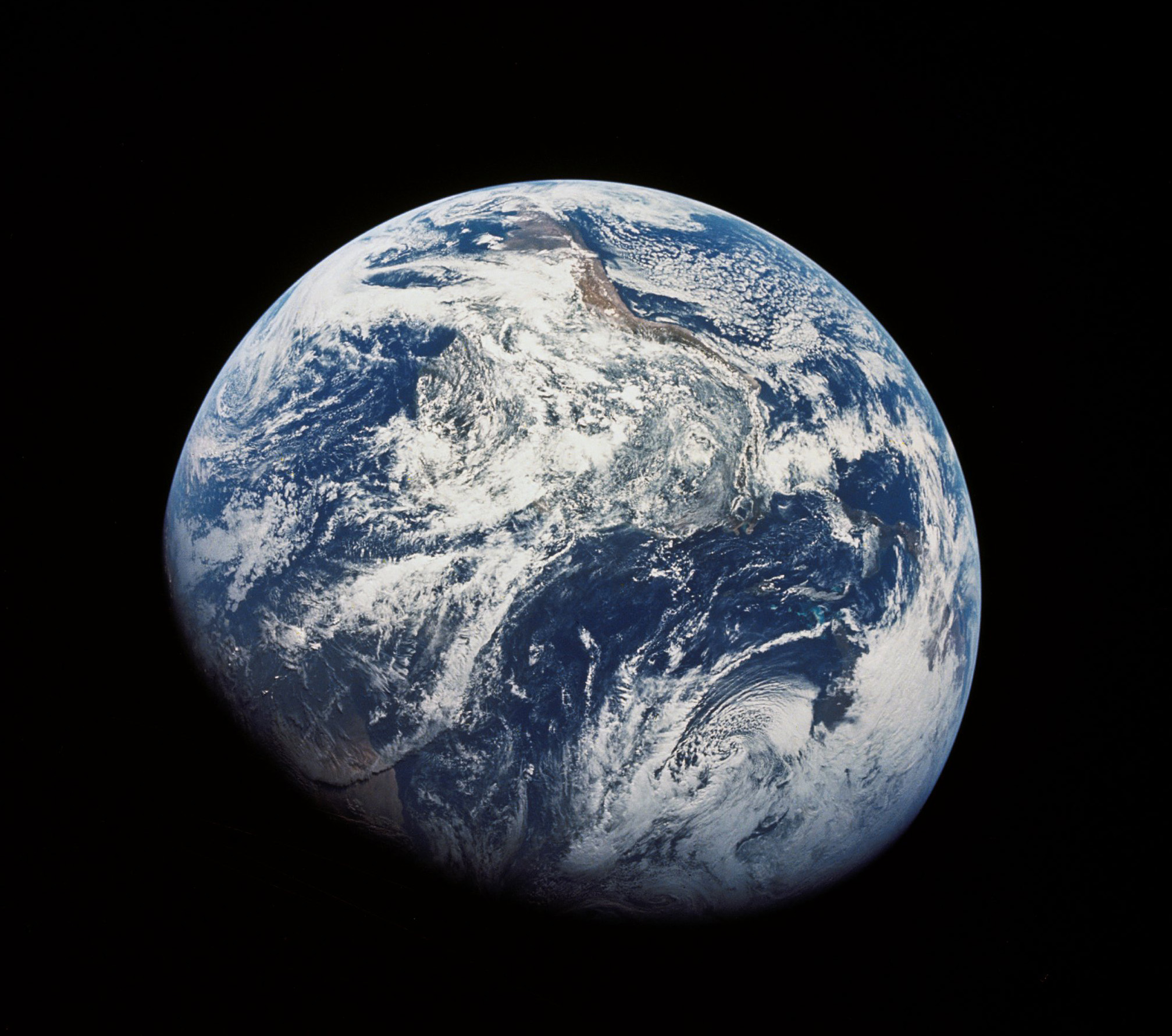
Pha 3/4
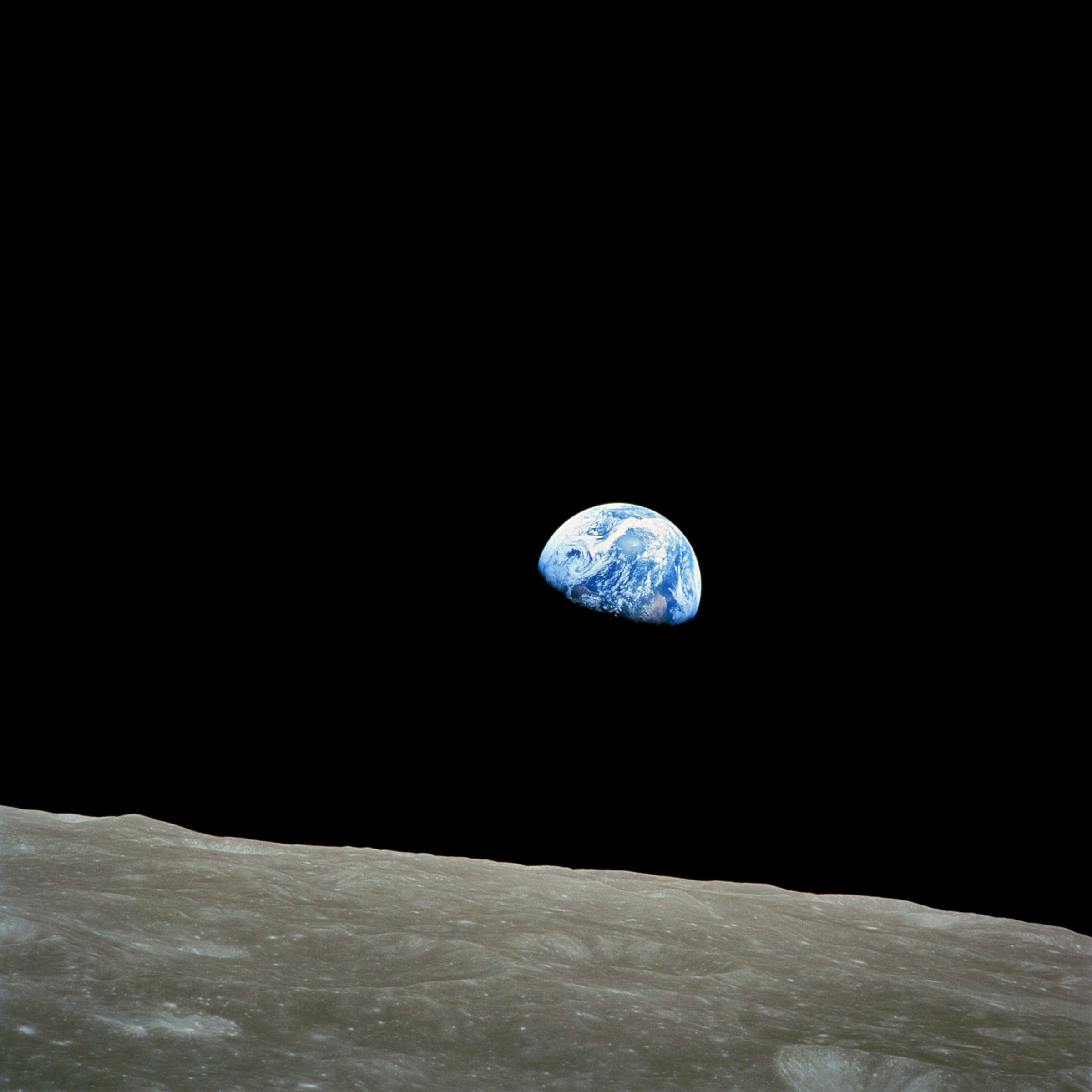
Pha khuyết (quá nửa)
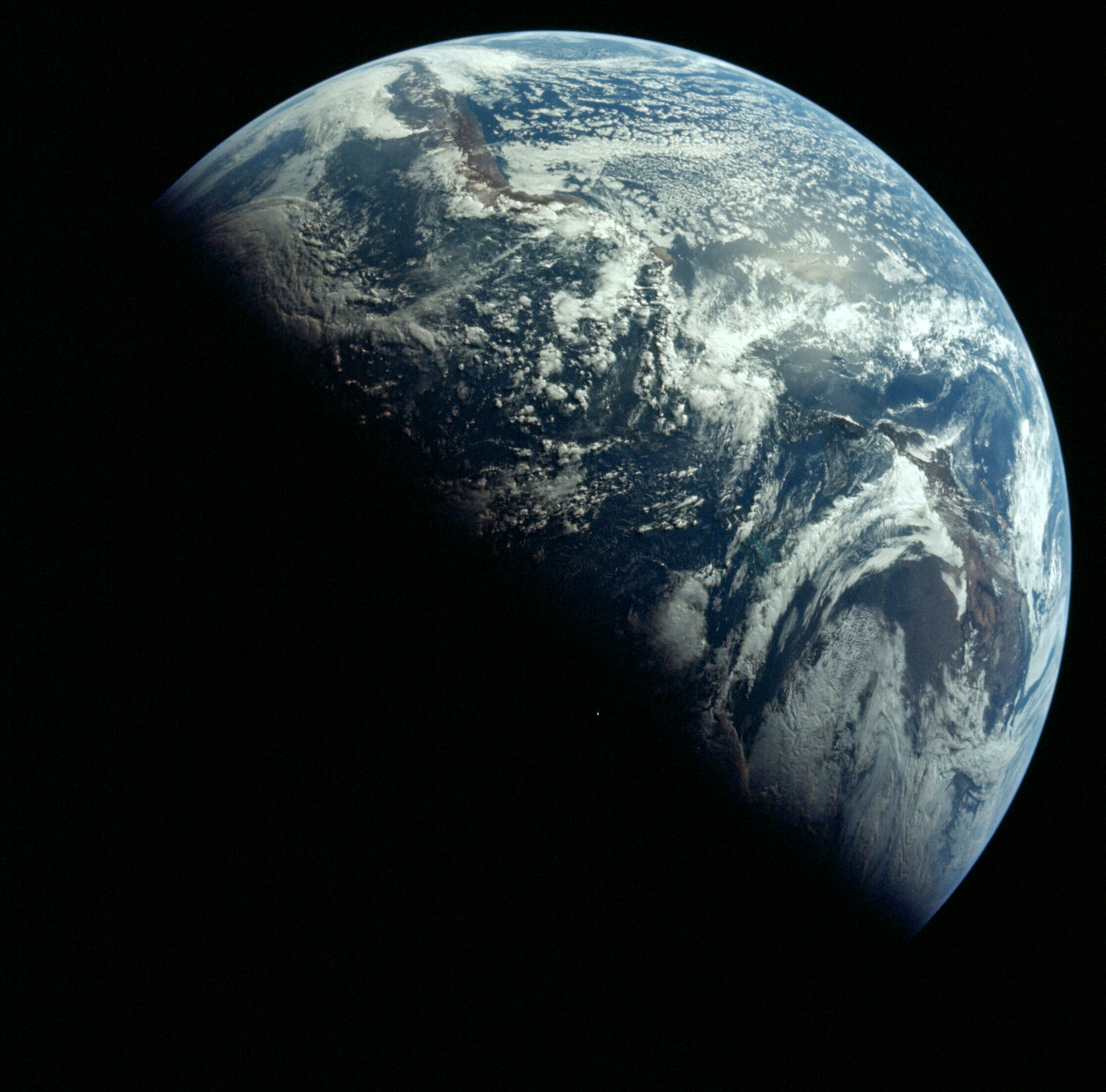
Pha quá nửa
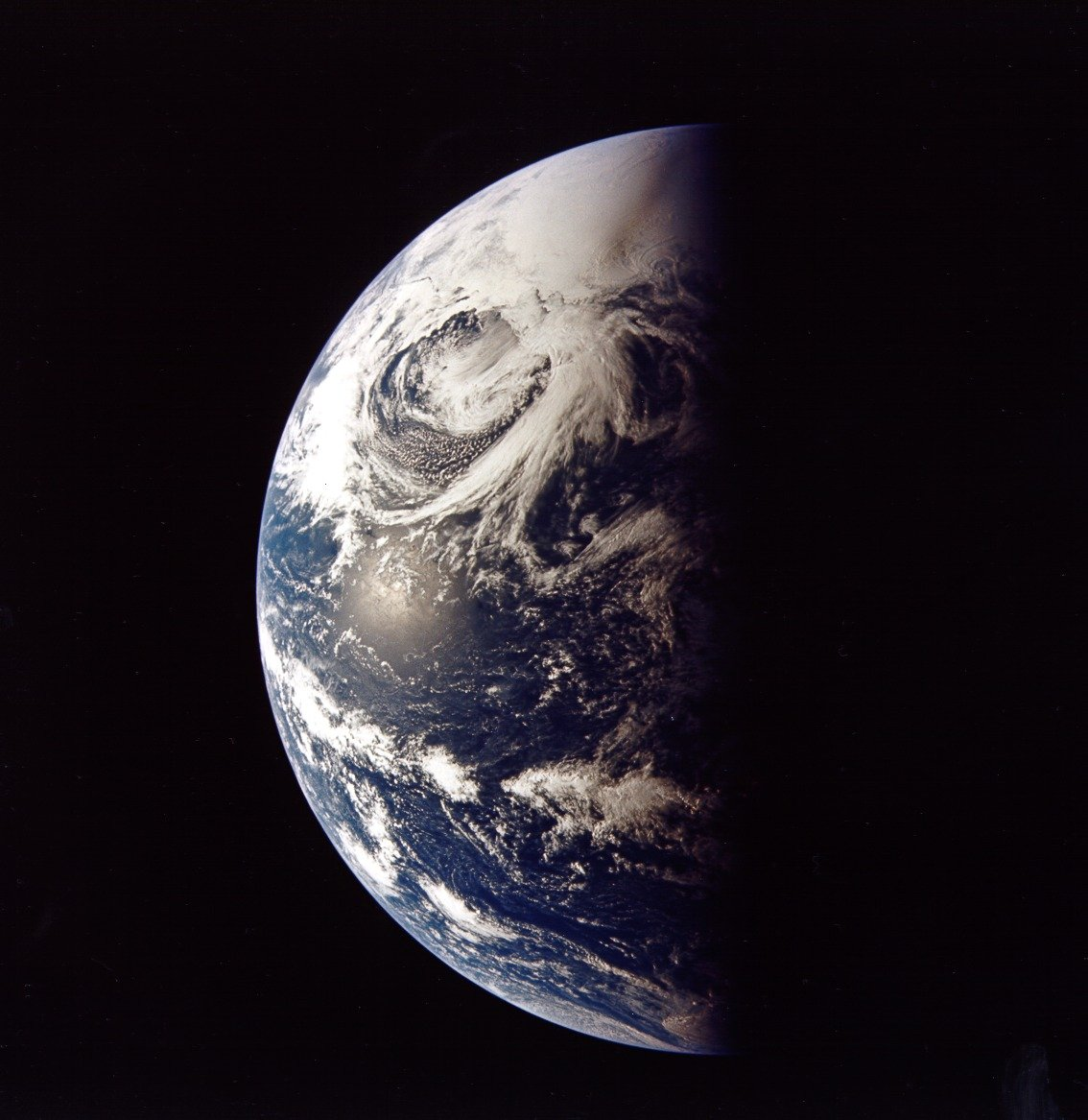
Nửa pha
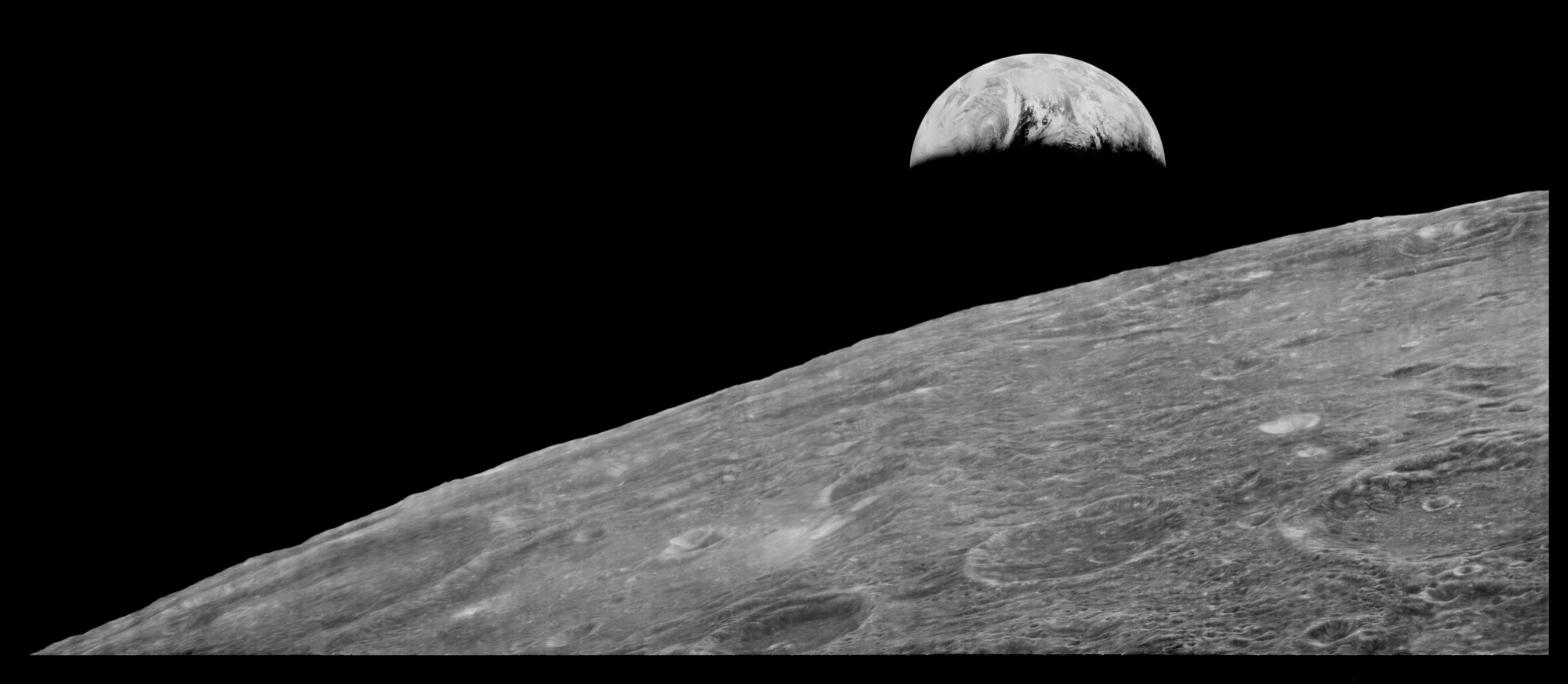
Pha lưỡi liềm
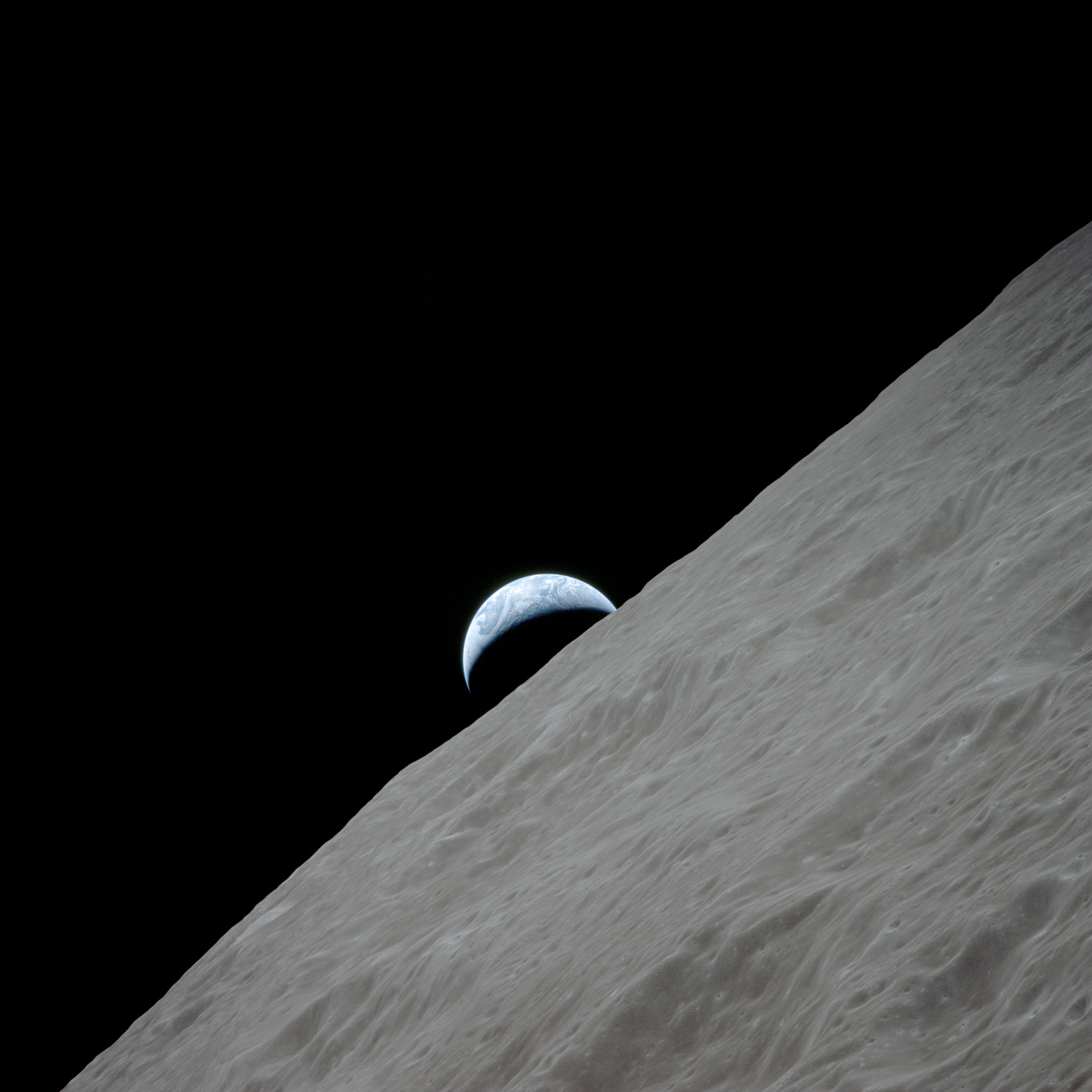
Pha lưỡi liềm
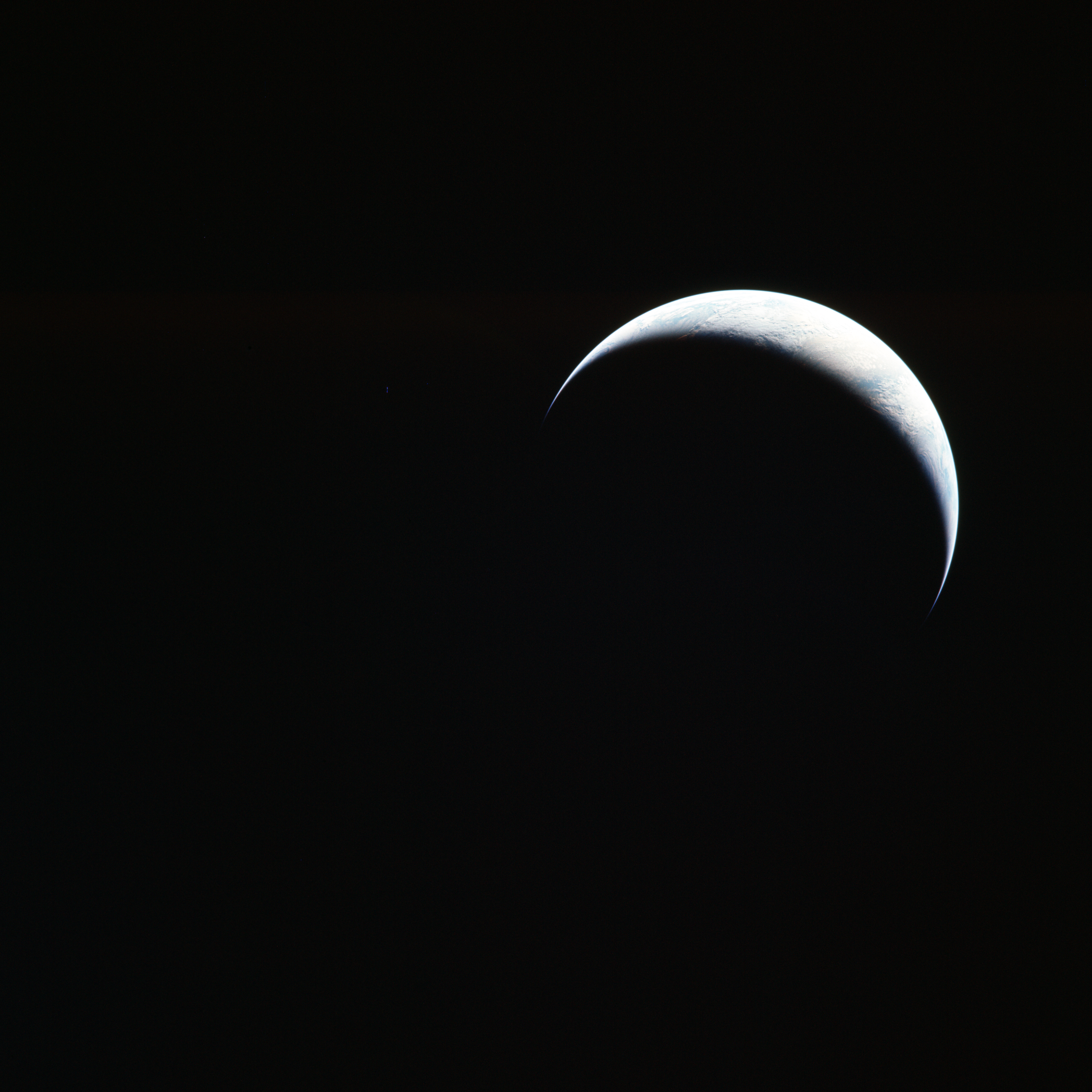
Pha lưỡi liềm